# Phyllophila nairobiensis
Phyllophila nairobiensis là một loài bướm đêm trong họ Noctuidae.